# Старые молодые люди
«Старые молодые люди» — российский художественный фильм режиссёра Олега Шухера, снятый на киностудии «Мосфильм» в 1992 году.

## Сюжет
В фильме рассказывается о судьбе талантливого русского социолога 60-х годов, который разрабатывал идеи, идущие вразрез с официальной наукой, и признанные лишь во время Перестройки.

## В ролях
- Марина Хазова — Марина
- Владимир Рожин — Феликс Андреевич Познанский
- Владимир Ерёмин — Антон
- Леонид Броневой — Виктор Максимович, депутат
- Юлия Рутберг — Соня
- Александр Буреев — Митя, скульптор
- Ольга Волкова — Алла Петровна Шапкина, секретарь горкома
- Владимир Зайцев — Константин Игоревич Уваров, социолог
- Леонид Тимцуник — Ростик

## Факты
- В фильме использованы произведения скульптора Леонида Берлина периода 60—70-х годов.

## Критика
Н. Сиривля «Искусство кино» № 8, 1993 год